# ミダゾラム
ミダゾラム（英: Midazolam）はベンゾジアゼピン（BZP）系の麻酔導入薬・鎮静薬の一つである。日本での商品名はドルミカム（丸石製薬製造販売。アステラス製薬より販売移管）およびミダフレッサ静注0.1%（アルフレッサファーマ製造販売）、ブコラム口腔用液10mg（武田薬品工業製造販売）。静脈内注射後、通常10秒から2分以内に効果が発現し、1 - 6時間継続する。投与後の最大効果発現はおよそ10分後である。前向性健忘症を誘発する。
WHO必須医薬品モデル・リストに収載されている。連用により依存症、急激な量の減少により離脱症状を生じることがある。向精神薬に関する条約のスケジュールIVに指定されている。麻薬及び向精神薬取締法の第三種向精神薬である。

## 禁忌
- 急性狭隅角緑内障のある患者
- 重症筋無力症のある患者
- HIVプロテアーゼ阻害剤（リトナビルを含有する薬剤、サキナビル、インジナビル、ネルフィナビル、アタザナビル、ホスアンプレナビル、ダルナビル）、エファビレンツ、コビシスタットを含有する薬剤を投与中の患者
- ショックの患者、昏睡の患者、バイタルサインの抑制がみられる急性アルコール中毒の患者
- 製剤成分に過敏症の既往を有する患者

高齢者、小児、妊婦、アルコール依存症患者、薬物依存症患者、合併症を有する患者、精神障害を有する患者にベンゾジアゼピンを使用する際には特に注意が必要である。重篤な患者においてはミダゾラムとその活性代謝物が蓄積する可能性があるので充分に注意する事。腎障害または肝障害を有する患者ではミダゾラムの排泄が遅延し、作用強度・時間が増強されることがある。

## 副作用
添付文書に記載されている重大な副作用は、依存性、無呼吸、呼吸抑制、舌根沈下（0.1 - 5%未満）、アナフィラキシーショック、心停止、心室頻拍、心室性頻脈、悪性症候群である。
主な副作用は、努力呼吸、低血圧である。活動性の亢進等の奇異反応が、特に小児または高齢者で見られることがある。妊婦に用いた際にリスクがあることは確認されているが、授乳婦での母子へのリスクは確認されていない。

### 依存性
日本では2017年3月に「重大な副作用」の項に、連用により依存症を生じることがあるので用量と使用期間に注意し慎重に投与し、急激な量の減少によって離脱症状が生じるため徐々に減量する旨が追加され、厚生労働省よりこのことの周知徹底のため関係機関に通達がなされた。奇異反応に関して、錯乱や興奮が生じる旨が記載されている。医薬品医療機器総合機構からは、必要性を考え漫然とした長期使用を避ける、用量順守と類似薬の重複の確認、また慎重に少しずつ減量する旨の医薬品適正使用のお願いが出されている。調査結果には、日本の診療ガイドライン5つ、日本の学術雑誌8誌による要旨が記載されている。

## 作用機序
ミダゾラムはベンゾジアゼピン系薬剤の一つであり、中枢神経系のベンゾジアゼピン受容体に結合して抑制系のGABA受容体と相互作用し、GABAとGABA受容体の親和性を向上させて神経細胞の興奮性を鎮めることで、鎮静効果と抗痙攣作用を発揮する:35。麻酔前投薬として筋注した場合、男性の方が女性より、血中濃度が上昇しやすいとする報告はあるが、静脈内注射の場合、効果に性差はなかった。薬物動態的にも明らかな男女差は認められなかった。

## 適応症
日本では、ドルミカムは
- 麻酔前投薬
- 全身麻酔の導入および維持
- 集中治療における人工呼吸中の鎮静
- 歯科・口腔外科領域における手術及び処置時の鎮静

ブコラム口腔用液・ミダフレッサ静注0.1%は
- てんかん重積状態

である。
上部消化管内視鏡・大腸内視鏡施行時の鎮静に用いられることもあるが、日本では保険適応はなされていない。アメリカ合衆国では一般的に用いられている。日本でも用いる施設が増えつつある。内視鏡検査の苦しみを多くの国々では我慢している。アメリカ合衆国では用いられるのが一般的である。
内視鏡検査ではミダゾラムを成人男性では4mgを目処に投与することが多い。女性や小柄な体格である場合は減量して用いる。(2.5mg～3.0mgなど。)
2009年6月、小児科領域でも痙攣重積状態に保険適用外で（病院の持ち出しで）使用されている実情があり、小児神経学会からも適応拡大の要請がなされている。2009年9月16日、社会保険診療報酬支払基金よりドルミカムを「痙攣重積状態を含むてんかん重積状態」に対して処方した場合、審査上認める通知が行われた。
2011年9月、社会保険診療報酬支払基金はドルミカムを「区域麻酔での鎮静」も審査上認めると発表した。
2014年にミダフレッサ静注が、2020年にブコラム口腔用液が薬価収載・販売開始された。

### ガイドライン
集中治療室での人工呼吸使用時はガイドラインにて、ミダゾラムよりプロポフォールが推奨されているが、費用面ではミダゾラムはプロポフォールよりも有利である。

## その他
ミダゾラムは水溶性であり、ジアゼパムのように希釈時に混濁することがなく、静脈注射での投与が容易である。また短時間作用型であり、速やかに覚醒することが特徴である。ジアゼパム注射剤は速効性で抗痙攣作用も強力であるが脂溶性で持続点滴投与できない。
アメリカ合衆国における死刑制度（薬殺刑）の中で、死刑囚を眠らせるための薬剤として使われた例がある。ただし、その効果については疑問視する意見もある。